# 157ª Brigata meccanizzata
La 157ª Brigata meccanizzata autonoma (in ucraino 157-ма окрема механізована бригада?, 157-ma okrema mechanizovana bryhada, unità militare A5006) è un'unità di fanteria meccanizzata delle Forze terrestri ucraine.

## Storia
La brigata ha iniziato ad essere formata il 14 marzo 2024, in seguito alla nuova legge sulla mobilitazione che ha abbassato l'età minima per la coscrizione da 27 a 25 anni, per contribuire alla difesa contro una potenziale offensiva estiva russa. A causa della mancanza di sufficienti veicoli corazzati, le nuove 5 brigate (155ª, 156ª, 157ª, 158ª e 159ª) sono state inizialmente costituite come unità di fanteria invece che meccanizzate. A ottobre tuttavia è stata la terza brigata della serie, facendo seguito alla 155ª e alla 159ª, ad essere riorganizzata come unità meccanizzata, ricevendo in dotazione alcuni veicoli da combattimento M2 Bradley.
A partire da settembre 2024 la brigata è stata impiegata al fronte per la prima volta nel settore di Pokrovs'k, venendo schierata nei pressi di Kurachove a sostegno della 46ª Brigata aeromobile. Nei mesi successivi ha subito perdite significative, mettendo in evidenza problemi durante la formazione dell'unità, basata interamente su personale mobilitato. Secondo il giornalista ucraino Jurij Butusov dopo il rientro dall'addestramento in Germania si sono presentate problematiche simili a quelle della 155ª Brigata meccanizzata, come casi di diserzione, comandanti inesperti e soldati riassegnati ad altre brigate. Il 1º marzo 2025 una concentrazione di truppe della brigata è stata colpita da missile russo Iskander-M mentre si trovava presso un campo d'addestramento vicino a Čerkas'ke; l'attacco ha provocato 32 morti e circa 100 feriti. All'inizio di luglio 2025 ha ricevuto un nuovo stemma e un nuovo motto.

## Struttura
- Comando di brigata[11]
- 1º Battaglione meccanizzato
- 2º Battaglione meccanizzato
- 3º Battaglione meccanizzato
- 1º Battaglione fucilieri
- 2º Battaglione fucilieri
- Battaglione corazzato
- Battaglione sistemi senza pilota
- Gruppo d'artiglieria
  - Batteria acquisizione obiettivi
  - Battaglione artiglieria semovente
  - Battaglione artiglieria semovente
  - Battaglione artiglieria lanciarazzi
  - Battaglione artiglieria controcarri
- Battaglione artiglieria missilistica contraerei
- Battaglione genio
- Battaglione manutenzione
- Battaglione logistico
- Compagnia ricognizione
- Compagnia comunicazioni
- Compagnia guerra elettronica
- Compagnia difesa NBC
- Compagnia medica

## Comandanti
- Colonnello Petro Čub (marzo 2024 - marzo 2025)[12]
- Colonnello Denys Merzlikin (marzo 2025 - in carica)[13]